# Demir Kapija
Demir Kapija (makedonsko Демир Капија ) je manjše mesto in središče istoimenske občine v Severni Makedoniji. Ime mesta izhaja iz turščine in pomeni »železna vrata«.

## Zemljepis
Demir Kapija leži na skrajnem jugu nižinske pokrajine Tikvešije na mestu, kjer reka Vardar vstopi v Demirkapijsko klisuro – 10 km dolgo sotesko, ki se konča pri kraju Udovo in odpre v Gevgelijsko kotlino. Skozi mesto teče reka Bošava, ki se nedaleč od njega izliva v Vardar.
24. julija 2007 je bila v Demir Kapiji izmerjena rekordno visoka temperatura v Makedoniji 45,7 °C.
Mesto leži ob glavni prometni poti med srednjo Evropo in grškim Solunom, ki predstavlja X. koridor panevropske prometne mreže. Skozenj potekajo makedonska avtocesta A1, regionalna cesta 1102 in železniška proga Veles–Gevgelija z dnevnima potniškima povezavama do Skopja in Gevgelije.

## Zgodovina
Nad današnjo Demir Kapijo so odkriti ostanki naselij več zgodovinskih obdobij: v antičnem obdobju je na vhodu v sotesko obstajalo peonsko naselje Stene (Στεναί, Stenaí), od 11. stoletja pa srednjeveško mesto Prosek.
Osmani so Prosek zavzeli verjetno leta 1385. Utrdba je s tem izgubila pomen, prebivalci pa so se preselili v bližnje naselje, znano kot Banja. Ime Demir Kapija se prvič omenja v turških dokumentih iz 16. stoletja.
Kraj je bil močno poškodovan v prvi svetovni vojni in v valandovskem potresu leta 1931, po katerem so se prebivalci Banje preselili na območje okoli današnje železniške postaje. Po drugi svetovni vojni je k razvoju mesta pripomogla predvsem izgradnja ceste bratstva in enotnosti.

## Gospodarstvo
Glavna gospodarska panoga v mestu in okolici je kmetijstvo, predvsem vinogradništvo, pridelava žit, zelenjave in tobaka. Od ostalih gospodarskih panog je zastopano pridobivanje peska in kamna za gradbeništvo.
V novejšem času se je v kraju razvil plezalni turizem: lokalno plezališče je bilo močno razširjeno in vključuje tudi večraztežajne smeri. V okoliških hribih je urejenih več pohodniških poti.

## Prebivalstvo
Ob popisu leta 2021 je imelo naselje Demir Kapija 2643 prebivalcev, občina skupaj z okoliškimi naselji pa 3777:
|         | Skupno | Makedonci      | Srbi         | Albanci     | Turki        | Romi        | Ostalo, neznano |
| ------- | ------ | -------------- | ------------ | ----------- | ------------ | ----------- | --------------- |
| Naselje | 2643   | 2530 (95,72 %) | 20 (0,76 %)  | 6 (0,23 %)  | 4 (0,15 %)   | –           | 83 (3,14 %)     |
| Občina  | 3777   | 3076 (81,44 %) | 130 (3,44 %) | 14 (0,37 %) | 376 (9,95 %) | 37 (0,98 %) | 144 (3,81 %)    |